# Гарфілд (округ, Вашингтон)
Шаблон:StateAbbr_ 46°26′ пн. ш. 117°32′ зх. д. / 46.43° пн. ш. 117.53° зх. д.
О́круг Га́рфілд (англ. Garfield County) — округ (графство) у штаті Вашингтон, США. Ідентифікатор округу 53023.

## Історія
Округ утворений 1881 року.

## Демографія
За даними перепису 2000 року загальне населення округу становило 2397 осіб, усе сільське. Серед мешканців округу чоловіків було 1186, а жінок — 1211. В окрузі було 987 домогосподарств, 670 родин, які мешкали в 1288 будинках. Середній розмір родини становив 2,93.
Віковий розподіл населення поданий у таблиці:
| Стать    | До 15 років | 15-21 | 22-29 | 30-39 | 40-49 | 50-65 | 65-85 | Понад 85 |
| -------- | ----------- | ----- | ----- | ----- | ----- | ----- | ----- | -------- |
| Чоловіки | 245         | 134   | 55    | 124   | 203   | 203   | 198   | 24       |
| Жінки    | 226         | 113   | 59    | 142   | 197   | 195   | 234   | 45       |

## Суміжні округи
- Вітмен — північ
- Асотин — схід
- Валлова, Орегон — південь
- Колумбія — захід